# العلاقات البوروندية الكندية
العلاقات البوروندية الكندية هي العلاقات الثنائية التي تجمع بين بوروندي وكندا.

## مقارنة بين البلدين
هذه مقارنة عامة ومرجعية للدولتين:
| وجه المقارنة                                              | بوروندي                                    | كندا                     |
| --------------------------------------------------------- | ------------------------------------------ | ------------------------ |
| المساحة (كم2)                                             | 27.83 ألف                                  | 9.98 مليون               |
| عدد السكان (نسمة)                                         | 10.86 مليون                                | 35.70 مليون              |
| الكثافة السكانية (ن./كم²)                                 | 390.23                                     | 3.58                     |
| العاصمة                                                   | بوجومبورا، جيتيغا                          | أوتاوا                   |
| اللغة الرسمية                                             | اللغة الكيروندية، لغة فرنسية، لغة إنجليزية | لغة إنجليزية، لغة فرنسية |
| العملة                                                    | فرنك بوروندي                               | دولار كندي               |
| الناتج المحلي الإجمالي (بليون دولار)                      | 3.48 مليار                                 | 1.65 تريليون             |
| الناتج المحلي الإجمالي (تعادل القوة الشرائية) بليون دولار | 8.13 مليار                                 | 1.59 تريليون             |
| الناتج المحلي الإجمالي الاسمي للفرد دولار أمريكي          | 277                                        | 43.25 ألف                |
| الناتج المحلي الإجمالي للفرد دولار أمريكي                 | 77                                         | 45.07 ألف                |
| مؤشر التنمية البشرية                                      | 0.400                                      | 0.913                    |
| رمز المكالمات الدولي                                      | +257                                       | +1                       |
| رمز الإنترنت                                              | .bi                                        | .ca                      |
| المنطقة الزمنية                                           | ت ع م+02:00                                |                          |

## منظمات دولية مشتركة
يشترك البلدان في عضوية مجموعة من المنظمات الدولية، منها:
| علم المنظمة | اسم المنظمة                               | تاريخ انضمام بوروندي | تاريخ انضمام كندا |
| ----------- | ----------------------------------------- | -------------------- | ----------------- |
|             | مؤسسة التنمية الدولية                     | 28 سبتمبر 1963       | 24 سبتمبر 1960    |
|             | البنك الإفريقي للتنمية                    | ?                    | ?                 |
|             | يونسكو                                    | 16 نوفمبر 1962       | 4 نوفمبر 1946     |
|             | مؤسسة التمويل الدولية                     | 28 نوفمبر 1979       | 20 يوليو 1956     |
|             | منظمة حظر الأسلحة الكيميائية              | ?                    | ?                 |
|             | الأمم المتحدة                             | 18 سبتمبر 1962       | 9 نوفمبر 1945     |
|             | الاتحاد الدولي للاتصالات                  | 16 فبراير 1963       | 1 يوليو 1908      |
|             | منظمة الشرطة الجنائية الدولية             | ?                    | ?                 |
|             | البنك الدولي للإنشاء والتعمير             | 28 سبتمبر 1963       | 27 ديسمبر 1945    |
|             | الاتحاد البريدي العالمي                   | ?                    | ?                 |
|             | المركز الدولي لتسوية المنازعات الاستشارية | 5 ديسمبر 1969        | 1 ديسمبر 2013     |
|             | وكالة ضمان الاستثمار متعدد الأطراف        | 10 مارس 1998         | 12 أبريل 1988     |
|             | منظمة التجارة العالمية                    | 23 يوليو 1995        | ?                 |

## وصلات خارجية
- موقع وزارة الخارجية الكندية